# 禁色 (衣服令)
禁色是指在日本古代中，有一定官位的人才允許穿著的服装顏色。而在9世纪中的平安时代開始，頒布「禁色勅許」，允許一些官位的人有穿著高級服裝的特權，而平民可以穿的顏色稱為許色（ゆるし色）。

## 歷史
黃櫨染色只能用在天皇的外衣上，除了天皇以外，其他人不能使用此一顏色。現今天皇在即位時所穿的禮服（黄栌染御袍）仍是此一顏色。「黃櫨染色」指的是使用「櫨」（即野漆樹）的樹皮和蘇木所染制出的顏色。
以下是十世紀到十一世紀增加的禁色：
- 青白橡是天皇外袍的顏色。不過天皇的妃子可以使用此一顏色。
- 赤白橡是大上皇外袍的顏色。
- 黄丹是皇太子外袍的顏色。
- 深紫色是少數皇室貴族外袍的顏色。
- 深栀子色是保留的禁色，代替黄丹色。
- 深緋色是保留的禁色，代替深紫色。
- 蘇芳色是保留的禁色，代替深紫色。

明治朝後，只留下黄櫨染、黄丹色和深栀子色為禁色，其餘皆取消。至今，黃櫨染色與黃丹色仍為禁色，平民不許穿著。